# Good Luck Guys
Good Luck Guys ist ein deutsches Reality-TV-Format, dessen erste Staffel ab dem 9. November 2023 auf der Streaming-Plattform Joyn als „Joyn Original“ Premiere hatte. Die zweite Staffel begann am 22. August 2024 und spielt ebenfalls wieder am Strand von Thailand, ebenso wie die dritte Staffel, die  am 31. Juli 2025 begann.

## Konzept
Bekannte Paare aus Reality-Sendungen wohnen zusammen in einfachen Bambushütten am Strand und müssen sich selbst versorgen. Gemeinsam begegnen die zwölf Personen den Gefahren und Unwegsamkeiten des thailändischen Dschungels, wo sie mit „Pearl Games“ (Spielen und Wettkämpfen) „Perlen“ verdienen können. Die primitive Natur-Währung kann gegen Waren aus dem Strandkiosk oder andere Privilegien eingetauscht werden. Das Pärchen, das sich bei allen Nominierungen („Muschelzeremonie“) durchsetzt, und sich auch im Finale behaupten kann, verdient ein Preisgeld von 20.000 Euro und gilt als Staffelsieger.
2023 ging der Titelgewinn an Aurelia Lamprecht (Reality-TV-Teilnehmerin) und Michael Schüler (ehemaliger Profi-Fußballer).

## Staffel 1 (2023)
| Platz | Team                                  | bekannt geworden als |
| ----- | ------------------------------------- | --- |
| 1.    | Michael Schüler und Aurelia Lamprecht | Fußballspieler, Teilnehmer bei CoupleChallenge (2022), Are You the One? - RSIL (2022) und Germany Shore (2023) / Teilnehmerin bei Love Island (2020), Are You the One? - RSIL (2021) und Love Island Games (2023)                                                         |
| 2.    | Yasin Mohamed und Melissa Heitmann    | Teilnehmer bei Temptation Island (2021), Reality Shore (2021), Kampf der Realitystars (2022) und Ex on the Beach (2023) / Teilnehmerin bei Are You the One? (2020) und Temptation Island (2023)                                                                           |
| 3.    | Michelle Daniaux und Dominik Brcic    | Teilnehmerin bei Temptation Island (2020), Ex on the Beach (2020) und Prominent getrennt (2022) / - |
| 4.    | Zoe Saip und Juliano Fernandez        | Teilnehmerin bei Germany’s Next Topmodel (2018), Kampf der Realitystars (2020), Ich bin ein Star – Die große Dschungelshow (2021) und Are You the One? - RSIL (2022) / Teilnehmer bei Are You the One? (2020), Temptation Island VIP (2021) und Prominent getrennt (2023) |
| 5.    | Kevin Schäfer und Michaela Barresi    | Teilnehmer bei Prince Charming (2021), Swipe, Match, Love? (2022) und Charming Boys (2023) / - |
| 6.    | Paco Herb und Jade Britani Übach      | Gewinner von Love Island (2021), Teilnehmer bei Kampf der Realitystars (2022) und Are You the One? - RSIL (2023) / Teilnehmerin bei Der Bachelor (2019), Bachelor in Paradise (2019 & 2022), Big Brother (2020) und Promiboxen (2020)                                     |

## Staffel 2 (2024)
| Platz | Team                                              | bekannt geworden als |
| ----- | ------------------------------------------------- | --- |
| 1.    | Daniele Negroni und Valentina Mansuato            | Teilnehmer bei Deutschland sucht den Superstar (2012), Ich bin ein Star – Holt mich hier raus! (2018), CoupleChallenge (2020), Gewinner von Das große Promi-Büßen (2022) / Gewinnerin Leben leicht gemacht (2023) |
| 2.    | Tobias Wegener und Jill Lange                     | Teilnehmer bei Love Island (2018), Promi Big Brother (2019), Promis unter Palmen (2020), RTL Turmspringen (2023) und The 50 (2024) / Teilnehmerin bei Are You the One? (2021), Are You the One? - RSIL (2022), Ex on the Beach (2022), Deutschland sucht den Superstar (2023), The 50 (2024) und Love Island VIP (2024) |
| 3.    | Jana-Maria Herz und Umut Tekin                    | Teilnehmerin bei Der Bachelor (2022), Bachelor in Paradise (2022) und Temptation Island VIP (2023) / Teilnehmer bei Die Bachelorette (2022), Bachelor in Paradise (2022) und Temptation Island VIP (2023) |
| 4.    | Aaron Königs und Liliana Maxwell                  | Teilnehmer bei Prince Charming (2019), The Mole – Wem kannst du trauen? (2020) und Promi Big Brother (2020), Gewinner von Charming Boys (2023) / Model, Teilnehmerin bei Germany’s Next Topmodel (2021) |
| 5.    | Eric Sindermann und Sabrina Wlk                   | Ex-Handballspieler, Modedesigner, Teilnehmer bei Ex on the Beach (2021), Promi Big Brother (2021), Das Sommerhaus der Stars (2022), Das große Promi-Büßen (2023) und The 50 (2024), Gewinner von Fame Fighting (2023) / Teilnehmerin bei Are You the One? (2021), Take Me Out (2021) und Are You the One? - RSIL (2023) |
| 6.    | Kevin „Flocke“ Platzer und Vanessa & Jenny Grassl | Teilnehmer bei First Dates Hotel (2021), Verführer bei Temptation Island VIP (2022), Gewinner von Forsthaus Rampensau Germany (2024) / gemeinsame Teilnahme bei Love Island (2023, Vanessa als Siegerin) und RTL Turmspringen (2024)                                                                                    |

## Staffel 3 (2025)
| Platz | Team                                      | bekannt geworden als |
| ----- | ----------------------------------------- | --- |
|       | Tim Kühnel und Jessica Hnatyk             | Gewinner von Love Island (2020) und Prominent getrennt (2024), Teilnehmer bei Kampf der Realitystars (2021) und Are You the One? - RSIL (2024) / Teilnehmerin bei Are You the One? (2021), Ex on the Beach (2023) und Temptation Island VIP (2024) |
|       | Fabio Knez und Tamara Hitz                | Teilnehmer bei Make Love, Fake Love (2022), Are You the One? - RSIL (2023) und Ich bin ein Star – Holt mich hier raus! (2024) / Model, Teilnehmerin bei Germany’s Next Topmodel (2020)                                                             |
|       | Mischa Mayer und Anna Iffländer           | Teilnehmer bei Love Island (2020), Promi Big Brother (2020) und Fame Fighting Challenger (2024) / Teilnehmerin bei Love Island (2020), Ex on the Beach (2021) und Are You the One? - RSIL (2022)                                                   |
|       | Julius Tkatschenko und Ceyda Kaya         | Teilnehmer bei Germany Shore (2024) / Teilnehmerin bei Germany’s Next Topmodel (2025) |
|       | Germain Wolf und Gabriela Alvez Rodrigues | Teilnehmer bei Paradise Hotel (2019), Are You the One? - RSIL (2021), Ex on the Beach (2023) und Temptation Island VIP (2024) / Teilnehmerin bei Ex on the Beach (2023), Are You the One? - RSIL (2024) und Match my Ex! (2025)                    |
|       | Lina Westphal und Noah Bibble             | Podcasterin, Teilnehmerin bei Are You the One? (2023) / Influencer, Content-Creator auf TikTok, Teilnehmer bei Kampf der Realitystars (2024) |